# Paradera (Aruba)
Koordinaten: 12° 32′ 6,5″ N, 70° 0′ 25″ W
Paradera ist eine Kleinstadt im Nordosten der Insel Aruba.

## Lage
Der Ortsmittelpunkt ist der gleichnamige Hügel mit rund 50 m Höhe über dem Meeresspiegel. Dort steht auch die katholische Kirche Santa  Filomena, die zur Diözese von Willemstad gehört.
Der Kreisverkehr verbindet den Ort mit den Hauptstraßen 4 und 6. Nordöstlich vom Ortskern liegt der Kristall Berg,  mit den Ruinen einer Goldmine aus der Zeit der  Goldgewinnung auf Aruba.

## Bevölkerungsentwicklung
| Region   | Fläche (km²) | Einwohner 1991 | Einwohner 2000 | Einwohner 2010 |
| -------- | ------------ | -------------- | -------------- | -------------- |
| Paradera | 20,49        | 6.189          | 9.037          | 12.024         |

## Sehenswertes
- Stadtkirche Santa Filomena
- Ostrich Farm, eine Straußenfarm an der Straße  die zur Natural Bridge führt.
- Philips Animal Garden, der von Philip Merryweather privat gegründete Tiergarten beherbergt mehr als 50 Arten von exotischen Tieren.[3]
- Steinhügel aus Tonalit,  Rotsformatie van Casibari,  magmatisches Gestein.